# Vesicularia subfuscescens
Vesicularia subfuscescens là một loài Rêu trong họ Hypnaceae. Loài này được (Broth. & Paris) Broth. miêu tả khoa học đầu tiên năm 1908.